# Брод Филдс (Кентаки)
Брод Филдс (енгл. Broad Fields) град је у америчкој савезној држави Кентаки.

## Демографија
По попису из 2000. године број становника је 250.
| Група             | 2000.       | 2010.    |
| Белци             | 248 (99,2%) | 0 (0,0%) |
| Афроамериканци    | 0 (0,0%)    | 0 (0,0%) |
| Азијати           | 1 (0,4%)    | 0 (0,0%) |
| Хиспаноамериканци | 0 (0,0%)    | 0 (0,0%) |
| Укупно            | 250         | 0        |